# Профессор Марстон и его Чудо-женщины
Профессор Марстон и его Чудо-женщины (англ. Professor Marston and the Wonder Women) — американский биографический драматический фильм 2017 года об американском психологе Уильяме Молтоне Марстоне, создателе вымышленного персонажа — Чудо-женщины. В фильме, режиссёром и сценаристом которого выступила Анджела Робинсон, снялись Люк Эванс в роли Марстона, Ребекка Холл в роли его законной жены Элизабет и Белла Хиткот в роли полиаморной спутницы жизни Марстонов, Олив Бирн. Также в фильме снялись Джей Джей Филд, Оливер Платт и Конни Бриттон.
Премьера фильма состоялась на Международном кинофестивале в Торонто в 2017 году, а в прокат в США он вышел 13 октября 2017 года. Фильм получил положительные отзывы критиков, которые высоко оценили продуманную постановку и игру актёров.

## Сюжет
История рассказывается в воспоминаниях, происходящих во время показаний, которые Уильям Молтон Марстон даёт в 1945 году представителям Американской ассоциации по изучению детства. В 1928 году Уильям и его жена Элизабет преподают и работают над своими исследованиями в Гарвардском университете и Рэдклифф-колледже. Однажды Уильям нанимает одну из своих студенток, Олив Бирн, в качестве научного сотрудника. Олив помогает Марстонам в изобретении детектора лжи и проведении исследований по теории DISC Уильяма. Вскоре эти трое сближаются. Один за другим тесты на детекторе лжи показывают, что они влюбились друг в друга, и все трое вступают в полиаморные отношения. 
Когда слухи об их нетрадиционных отношениях стали достоянием общественности, Марстонов уволили из университета. Олив сообщает, что беременна, и вскоре после этого переезжает к Марстонам. Трио решает создать семью вместе и придумать легенду, чтобы сохранить в тайне природу своих отношений. Семья счастливо обосновывается в пригороде Нью-Йорка. К 1934 году Элизабет и Олив рожают детей от Уильяма (у Олив двое сыновей, а у Элизабет один сын и одна дочь), сообщая соседям, что Олив вдова и её забрали к себе Марстоны. Уильям начинает пытаться зарабатывать на жизнь как писатель. Элизабет устраивается на работу секретарём и становится главным кормильцем семьи. Олив остаётся дома и заботится о детях, время от времени отправляя образцы своих сочинений издателям. Они вместе воспитывают четверых детей, и Элизабет называет свою дочь в честь Олив.
В 1940 году Уильям случайно натыкается на магазин нижнего белья в Нью-Йорке, которым владеет Чарльз Гайетт, который знакомит его с комиксами и фотографиями на тему фетиш-арта. Эти произведения искусства захватили воображение Уильяма и стали демонстрацией его теории DISC. Элизабет поначалу не одобряет это искусство, но смягчается во время презентации, на которой Олив примеряет наряд, который впоследствии станет прототипом костюма Чудо-женщины.
После того как Марстон нашёл небольшую работу в качестве писателя, ему приходит в голову идея создать для комикса супергероиню-амазонку. В комиксе будут изложены его идеи относительно теории DISC, вдохновлённые работой Марстонов над детектором лжи, а также Элизабет и Олив в реальной жизни. Комикс призван поддержать феминистское движение за расширение прав и возможностей женщин с помощью популистских средств. Он представляет свои идеи Максу Гейнсу, издателю National Periodical Publications, который в конечном итоге принимает комикс и предлагает упростить имя супергероини до «Чудо-женщины». «Чудо-женщина» мгновенно становится хитом, принося процветание семье Марстон/Бирн. Однако к ним однажды домой заходит сосед и становится свидетелем того, как они втроём занимаются сексом. Этот инцидент приводит к тому, что их дети подвергаются издевательствам и их выгоняют из школы. Обеспокоенная тем, что их дети подвергаются нападениям и остракизму, и думая, что у них нет другого выбора, Элизабет неохотно требует, чтобы Олив покинула дом вместе с детьми. В то же время комикс «Чудо-женщина» обвиняется в использовании откровенно сексуальных, садомазохистских и лесбийских образов.
Оставив показания, Уильям падает в обморок и его срочно везут в больницу. Узнав, что он умирает от рака, Уильям просит Олив снова увидеть его и Элизабет, пытаясь помочь им помириться. Уильям убеждает Элизабет подчиниться Олив, поскольку она не должна всегда доминировать в их отношениях. Марстоны становятся на колени и умоляют Олив простить их, а Элизабет со слезами на глазах признаётся, что не может жить без Олив. В конце концов она соглашается вернуться к ним.
В тексте эпилога сообщается, что Уильям умер в 1947 году. Элизабет и Олив продолжали жить вместе как пара ещё 43 года до смерти Олив в 1990 году, а Элизабет дожила до 100 лет. Также отмечается, что «сексуальные образы исчезли из комикса о Чудо-женщине после смерти Уильяма вместе с её суперспособностями. В 1972 году Глория Стайнем вернула Чудо-женщину, поместив её на обложку первого номера журнала Ms. Magazine. В конце концов суперспособности Чудо-женщины были восстановлены».

## В ролях
- Люк Эванс — Уильям Молтон Марстон[7]
- Ребекка Холл — Элизабет Холлоуэй Марстон[англ.][7]
- Белла Хиткот — Олив Бирн[англ.][7]
- Моника Джордано — Мэри
- Джей Джей Филд — Чарльз Гайетт[англ.][8][9]
- Крис Конрой — Брант Грегори
- Оливер Платт — Макс Гейнс[англ.][10]
- Кристофер Пол Ричардс — Тин Донн
- Конни Бриттон — Джозетт Фрэнк[англ.][10]

## Производство
Основные съёмки фильма начались в начале октября 2016 года. Sony Pictures Worldwide Acquisitions приобрела права на показ по всему миру, а Topple Productions и BoxMedia (ранее Boxspring Entertainment) выступили продюсерами фильма. Эми Редфорд также продюсировала фильм вместе с Терри Леонардом.

## Выпуск
Фильм был выпущен 13 октября 2017 года компанией Annapurna Pictures. Мировая премьера фильма состоялась в сентябре 2017 года на Международном кинофестивале в Торонто. 

### Критика
Критики похвалили Робинсон за создание вдумчивого изображения сложной личной жизни Марстона. На сайте-агрегаторе рецензий Rotten Tomatoes фильм имеет рейтинг одобрения 87% на основе 181 рецензии и среднюю оценку 7,3/10. Критический консенсус сайта гласит: «Фильм «Профессор Марстон и Чудо-женщины» наматывает лассо кинематографической правды на захватывающую историю, основанную на фактах, с прекрасной игрой трёх звёзд». На Metacritic фильм имеет средневзвешенный балл 68 из 100, основанный на отзывах 38 критиков, что означает «в целом положительные отзывы». 
В положительном обзоре Дэвид Симс в The Atlantic написал: «По-настоящему смело Робинсон изображает эволюцию любви [трио] — от девичьего увлечения Олив Уильямом до её более глубокой влюбленности в Элизабет; это фильм, который не фетишизирует их текучую сексуальность и не превращает её в второстепенное зрелище, на которое можно поглазеть». Критик Кристи Лемир сказала, что фильм является «актуальным подтверждением женской силы — того, как женская мудрость и сила могут заряжать сердца и умы, влиять на культуру и вдохновлять других быть самими собой». Джастин Чанг из Los Angeles Times похвалил химию между тремя главными актёрами, особо отметив Холл, «когда Элизабет переходит от яростного самообладания к скромному утверждению о потребности, о существовании которой она не знала». 

### Реакция членов семьи
Внучка Уильяма и Элизабет Марстон, Кристи Марстон, раскритиковала фильм, заявив, что идея о том, что Элизабет и Олив были любовницами, является чистой выдумкой. Поясняя, что её не оскорбляет эта идея, и технически она не может «поклясться», что у них не было таких отношений, она объяснила, что была близким, личным доверенным лицом своей бабушки, и она может «с уверенностью на 99,99% сказать, что их не было». Хотя взгляды её бабушки на сексуальность были весьма прогрессивными, её отношения с Олив всегда однозначно были отношениями близкой дружбы и взаимозависимости. Она также отметила, что, несмотря на то, что фильм рекламировался как «реальная история», с семьёй никогда не консультировались по поводу фильма, и режиссёр не пыталась связаться с ними.
Йерет Розен, внучка Джозетт Фрэнк, раскритиковала крайне консервативное изображение своей бабушки в фильме, заявив: «Настоящая Джозетт была полной противоположностью консервативной христианке из сериала «В центре внимания семья», и причины этого не ограничивались тем фактом, что она не была христианкой».

### Почести
Фильм был номинирован на премию «Сатурн» в категории «Лучший независимый фильм». 